# Королева (картина)
«Королева» («Жена короля») (фр. La femme du Roi, таит. Te arii vahine, также известна под названиями «Женщина с плодами манго», «Женщина под манговым деревом» и др.) — картина французского художника-постимпрессиониста Поля Гогена из собрания Пушкинского музея.
На картине изображена молодая обнажённая женщина, лежащая на зелёном пригорке, возле неё разложены плоды манго. За её спиной мощный ствол дерева и возле него чёрная собака, далее виден прибережный пейзаж и несколько женских фигур. Справа внизу название картины на таитянском языке «TE ARII Vahine» и в две строки дана авторская подпись и дата «P. Gauguin / 1896».
Картина написана в начале 1896 года на Таити. Сам Гоген в апреле 1896 года писал своему другу Даниэлю Монфрейду: «Только что закончил картину <…>, которую считаю гораздо удачнее всего предыдущего: обнаженная царица лежит на зеленом ковре, служанка срывает плоды, два старика подле большего дерева рассуждают о древе познания; в глубине морское побережье. <…> Мне кажется, что по цвету я еще никогда не создавал ни одной вещи с такой сильной торжественной звучностью. Деревья в цвету, собака сторожит, справа два голубя воркуют. Но какой смысл посылать это полотно, когда есть уже столько других, которые не продаются и вызывают вой. Это вызовет ещё больший вой».
Картина находилась у Монфрейда до августа 1903 года, когда за 1100 франков была приобретена Гюставом Файе. Монфрейд, не зная, что Гоген умер ещё в апреле, отправил ему письмо с сообщением об успешной продаже картины, но письмо вернулось к нему обратно нераспечатанным с пометкой «скончался». Файе вслед за Гогеном и Монфрейдом считал картину одной из лучших в творчестве художника.
В картине явным образом прослеживается влияние «Олимпии» Мане — Гоген был сильно впечатлён этой картиной и даже снял с неё копию (холст, масло; 89 × 130 см; частная коллекция). Фоторепродукцию «Олимпии» Гоген взял с собой на Таити. Биограф Гогена Анри Перрюшо утверждает что для картины позировала тринадцатилетняя таитянка-любовница художника Пахура и также проводит параллели с картиной Мане: «на его полотне возлежала маорийская Олимпия — варварская Венера, которой он поклонялся. <…> Холст пронизан безмятежной чувственностью».
Однако не все исследователи соглашаются с параллелями с «Олимпией». Так, например, Р. Бретелл озвучил гипотезу, что в качестве прототипа Гоген использовал фигуру возлежащего монаха с одного из рельефов Боробудурского храма на Яве: многочисленные параллели с этих рельефов также явно прослеживаются в творчестве Гогена таитянского периода — по утверждению А. Г. Костеневича к концу XIX века Боробудур был уже широко известен в Европе и значительная часть его была изучена, Гоген вполне мог видеть рисунки и фотографии его архитектурного убранства.
В руках девушка держит красный веер, формой напоминающий японский. По утверждению М. А. Бессоновой «красный веер — по таитянским преданиям, знак королевского рода и одновременно инструмент соблазна. Она возлежит не просто под деревом манго, но под деревом познания добра и зла». Сквозь ветви дерева видны две фигуры, напоминающие фигуры с крупнейшего полотна Гогена «Откуда мы пришли? Кто мы? Куда мы идём?» (холст, масло; 139,1 × 374,6; Музей изящных искусств в Бостоне, инвентарный № 36.270). Также эти фигуры сильно напоминают фигуры с картины Эжена Делакруа «Умирающий Сенека», которая находилась в собрании опекуна Гогена А. Ароза.
Впервые картина была показана публике в 1898 году на выставке в Стокгольме, там она проходила под названием «Чёрная мадонна». В 1906 году картина под названием «Женщина с плодами манго» была выставлена на Осеннем салоне в Париже, где её увидел московский предприниматель и коллекционер С. И. Щукин и захотел её приобрести. Продажа состоялась в мае 1908 года, её обстоятельства подробно изложены Ж. Вильденштейном:

«В квартире на rue de Bellechasse [принадлежавшей Файе] Монфрейд часто навещал «самых красивых Гогенов»... Однажды, войдя в комнату, где он обычно их видел, он испытал шок: Te Arii Vahiné там больше не было.
— Ой, ты знаешь, — сказал Файе, — я не хотел его продавать. Ты знаешь, как я люблю эту картину. Но, что ты хочешь, поступило такое предложение... Он [Щукин] очень хотел её и предложил мне пятнадцать тысяч франков. Конечно, я отказался и сказал ему: «Конечно, если бы вы предложили за это необычную цену, то я бы возможно и согласился». — «Но сколько?» — «Например, тридцать тысяч франков». — «Тридцать тысяч франков? Держите!» И картины не стало.

У Щукина картина фигурировала под названием «Женщина под манговым деревом». Одновременно Щукин купил у Файе и другую картину Гогена «Сбор плодов», она обошлась ему значительно дешевле — 17000 франков. Эта картина также находится в собрании Пушкинского музея (холст, масло; 128 × 190 см; инвентарный № Ж-3268).
После Октябрьской революции собрание Щукина было национализировано, и с 1923 года картина находилась в Государственном музее нового западного искусства, там она получила своё современное название (несмотря на это, в каталоге-резоне картин Гогена, составленном Ж. Вильденштейном она значится под названием «La femme aux mangos (I)» — «Женщина с плодами манго»). После упразднения ГМНЗИ в 1948 году картина была передана в Пушкинский музей. Картина выставляется в бывшем флигеле усадьбы Голицыных на Волхонке, в Галерее искусства стран Европы и Америки XIX—XX веков, зал 17 (зал Гогена).
Перед отправкой картины в Европу Гоген сделал набросок с неё в зеркальном отображении и впоследствии вклеил его в рукопись «Ноа-Ноа», хранящуюся в Департаменте графики Лувра (инвентарный № RF 7259, 353).

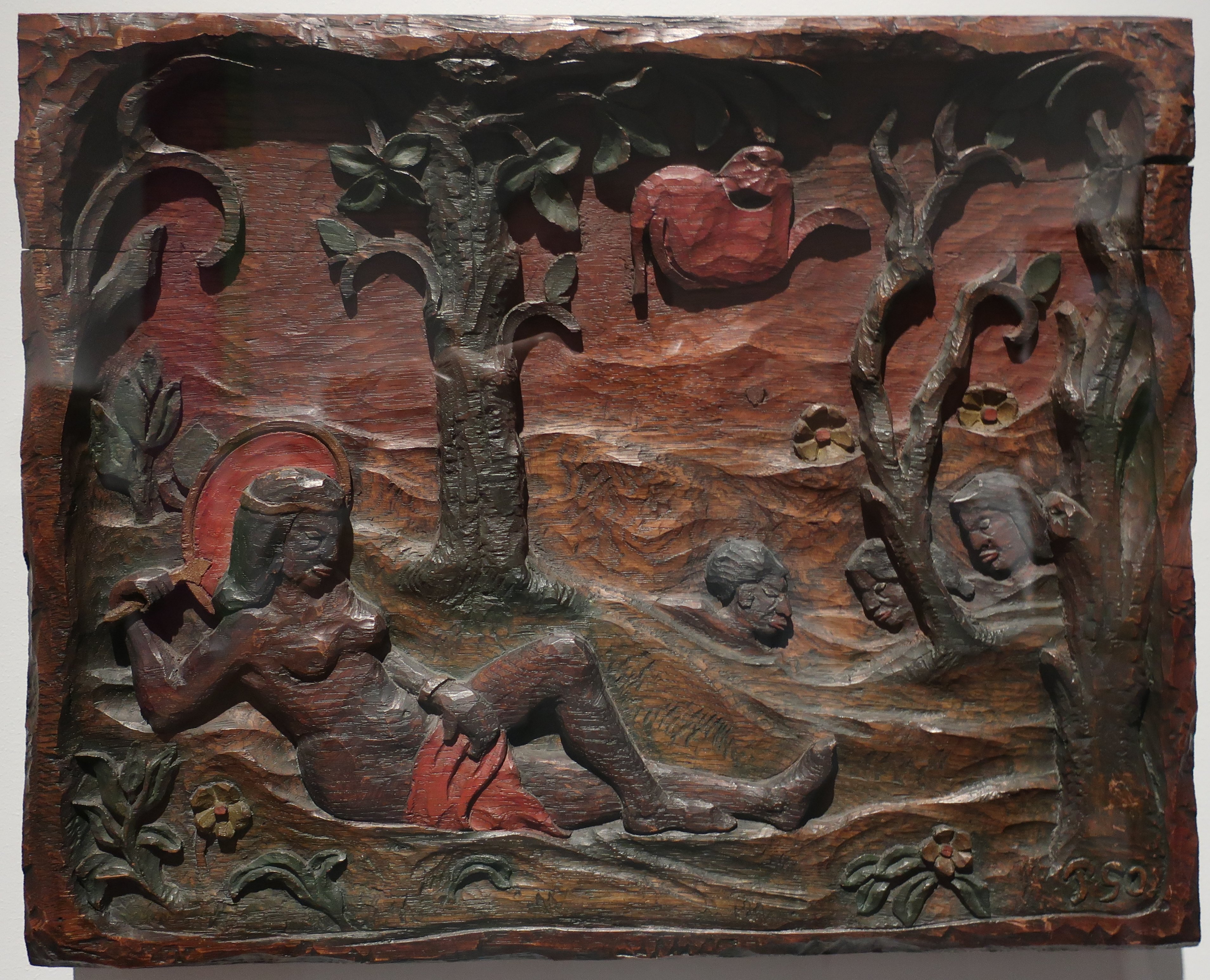
Рельеф «Лежащая женщина с веером». Новая глиптотека Карлсберга
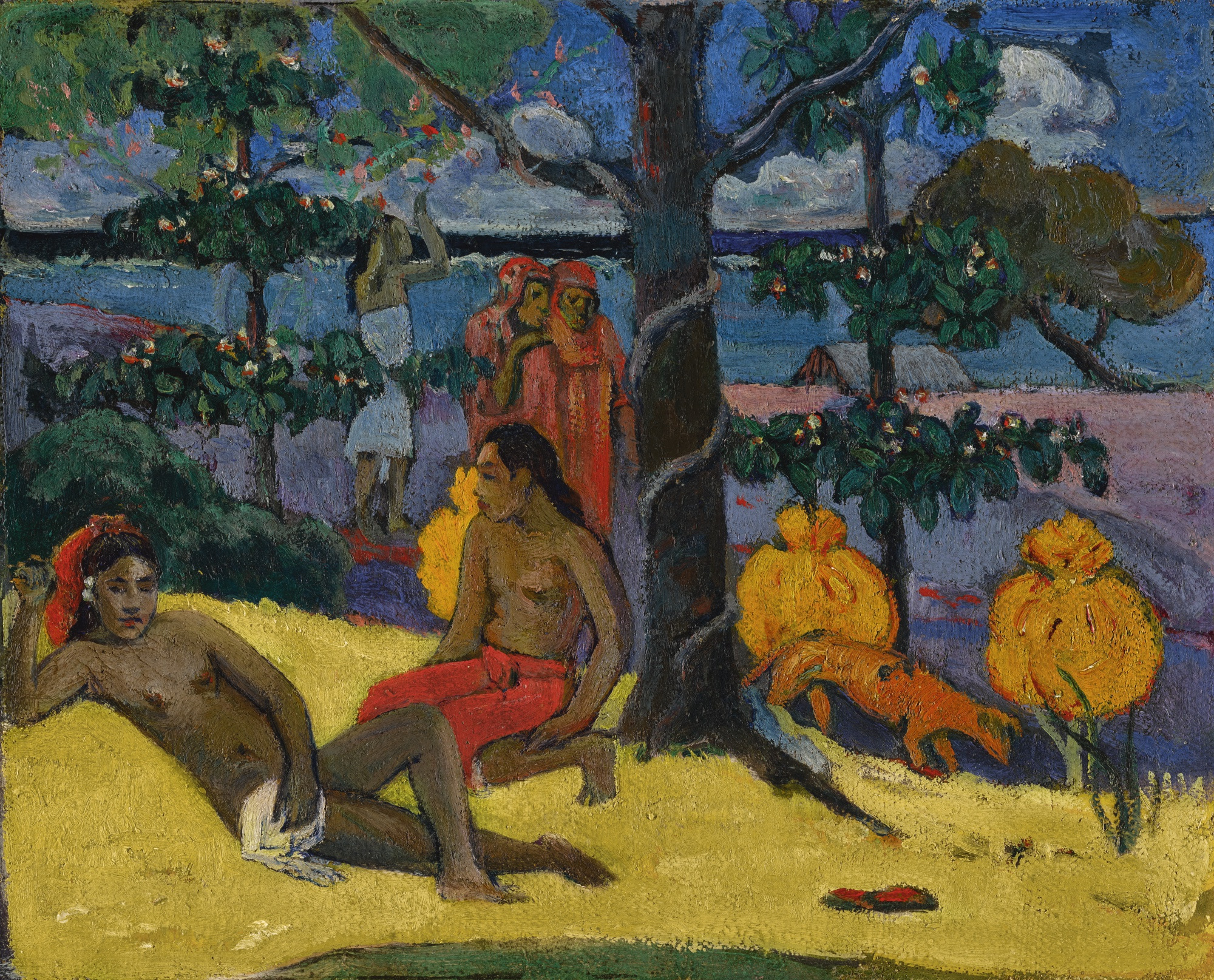
Вариант-эскиз из частного собрания

Впервые Гоген изобразил подобную фигуру девушки с веером в 1889—1890 году в рельефе, вырезанном на дубовой доске, «Лежащая женщина с веером» из собрания Новой глиптотеки Карлсберга. В этом рельефе Гоген проводит явные параллели с Евой: с дерева свисает большое красное яблоко и видна голова змея-искусителя.
Собака в точно такой же позе, только рыжей масти, изображена на картине «Всякая всячина» из собрания музея Орсе.
Одновременно с «Женой короля» Гоген написал одноимённую картину-эскиз, но значительно меньших размеров (холст, масло; 27 × 32 см). На ней дан более панорамный ракурс, центральная фигура сдвинута влево и добавлена ещё одна фигура обнажённой женщины, сидящей возле дерева; пейзаж и расположение фоновых фигур также существенно изменены. Эта картина находится в частной коллекции и 1 марта 2017 года была выставлена на лондонские публичные торги в аукционном доме Sotheby's.